# Fistuliphragma gracilis
Fistuliphragma gracilis är en mossdjursart som beskrevs av Ernst 2008. Fistuliphragma gracilis ingår i släktet Fistuliphragma och familjen Fistuliporidae. Inga underarter finns listade i Catalogue of Life.